# USS Barb (SS-220)
USS Barb (SS-220) là một tàu ngầm lớp Gato từng phục vụ cùng Hải quân Hoa Kỳ trong Chiến tranh Thế giới thứ hai. Nó là chiếc tàu chiến đầu tiên của Hải quân Hoa Kỳ được đặt cái tên này, theo tên Barbus, một loài trong lớp Cá vây tia. Nó đã phục vụ trong suốt Thế chiến II, thực hiện tổng cộng mười hai chuyến tuần tra, đánh chìm 17 tàu Nhật Bản với tổng tải trọng 96.628 tấn, bao gồm một tàu sân bay, đứng thứ tư về tải trọng và thứ mười ba về số tàu trong số tàu ngầm Hoa Kỳ có thành tích nổi bật nhất trong chiến tranh.  Được cho ngừng hoạt động sau khi xung đột chấm dứt vào năm 1946, nó được huy động trở lại để tiếp tục phục vụ trong giai đoạn Chiến tranh Lạnh từ năm 1951 đến năm 1954, rồi chuyển cho Ý để hoạt động như là chiếc Enrico Tazzoli (S 511) cho đến khi ngừng hoạt động và bị bán để tháo dỡ vào năm 1972. Barb được tặng thưởng danh hiệu Đơn vị Tuyên dương Tổng thống, danh hiệu Đơn vị Tuyên dương Hải quân cùng tám Ngôi sao Chiến trận do thành tích phục vụ trong Thế Chiến II.

## Thiết kế và chế tạo
Lớp tàu ngầm Gato được thiết kế cho mục đích một tàu ngầm hạm đội nhằm có tốc độ trên mặt nước cao, tầm hoạt động xa và vũ khí mạnh để tháp tùng hạm đội chiến trận. Con tàu dài 311 ft 9 in (95,02 m) và có trọng lượng choán nước 1.525 tấn Anh (1.549 t) khi nổi và 2.424 tấn Anh (2.463 t) khi lặn. Chúng trang bị động cơ diesel dẫn động máy phát điện để cung cấp điện năng cho bốn động cơ điện, đạt được công suất 5.400 shp (4.000 kW) khi nổi và 2.740 shp (2.040 kW) khi lặn, cho phép đạt tốc độ tối đa 21 hải lý trên giờ (39 km/h) và 9 hải lý trên giờ (17 km/h) tương ứng. Tầm xa hoạt động là 11.000 hải lý (20.000 km) khi đi trên mặt nước ở tốc độ 10 hải lý trên giờ (19 km/h) và có thể hoạt động kéo dài đến 75 ngày và lặn được sâu tối đa 300 ft (90 m).
Lớp tàu ngầm Gato được trang bị mười ống phóng ngư lôi 21 in (530 mm), gồm sáu ống trước mũi và bốn ống phía phía đuôi tàu, chúng mang theo tối đa 24 quả ngư lôi. Vũ khí trên boong tàu gồm một hải pháo 3 inch/50 caliber, và thường được tăng cường một khẩu pháo phòng không Bofors 40 mm nòng đơn và một khẩu đội Oerlikon 20 mm nòng đôi, kèm theo súng máy .50 caliber và .30 caliber. Tiện nghi cho thủy thủ đoàn bao gồm điều hòa không khí, thực phẩm trữ lạnh, máy lọc nước, máy giặt và giường ngủ cho hầu hết mọi người, giúp họ chịu đựng cái nóng nhiệt đới tại Thái Bình Dương cùng những chuyến tuần tra kéo dài đến hai tháng rưỡi.
Barb được đặt lườn tại xưởng tàu của hãng Electric Boat Company ở Groton, Connecticut vào ngày 7 tháng 6, 1941. Nó được hạ thủy vào ngày 2 tháng 4, 1942, được đỡ đầu bởi bà Charles A. Dunn, phu nhân Chuẩn đô đốc Charles A. Dunn, và được cho nhập biên chế cùng Hải quân Hoa Kỳ vào ngày 8 tháng 7, 1942 dưới quyền chỉ huy của Hạm trưởng, Thiếu tá Hải quân John R. Waterman.

## Lịch sử hoạt động

### USSBarb

#### Mặt trận Đại Tây Dương
Sau khi hoàn tất việc chạy thử máy huấn luyện ngoài khơi New London, Connecticut và sửa chữa sau chạy thử máy, Barb gia nhập Hải đội Tàu ngầm 50 trực thuộc Lực lượng Hải quân Hoa Kỳ tại Châu Âu. Trong chuyến tuần tra đầu tiên, chiếc tàu ngầm hoạt động trinh sát trước và trong lúc diễn ra Chiến dịch Torch, cuộc đổ bộ của lực lượng Đồng Minh lên Bắc Phi. Sau đó từ căn cứ tại Rosneath, Scotland, nó thực hiện thêm bốn chuyến tuần tra nhằm ngăn chặn những tàu buôn Đức Quốc xã vượt phong tỏa tại các vùng biển Châu Âu, nhưng không tìm thấy mục tiêu nào. Nó hoàn tất chuyến tuần tra thứ năm vào ngày 1 tháng 7, 1943, và quay trở về căn cứ tàu ngầm tại New London, Connecticut vào ngày 24 tháng 7.

#### Mặt trận Thái Bình Dương
Sau một giai đoạn đại tu tại New London, Barb chuẩn bị để được điều động sang khu vực Mặt trận Thái Bình Dương. Nó lên đường băng qua kênh đào Panama để hướng sang quần đảo Hawaii, đi đến Trân Châu Cảng vào tháng 9. Trong chín chuyến tuần tra tiếp theo diễn ra từ tháng 3, 1944 đến tháng 8, 1945, chiếc tàu ngầm được ghi nhận đã đánh chìm 17 tàu Nhật Bản với tổng tải trọng 96.628 tấn, trong đó có tàu sân bay Un'yō bị đánh chìm vào ngày 17 tháng 9, 1944. Trong các ngày 15 và 16 tháng 9, nó cứu vớt 14 người sống sót là tù binh chiến tranh Anh và Australia trên chiếc SS Rakuyō Maru.
Trong chuyến tuần tra thứ mười một từ ngày 19 tháng 12, 1944 đến ngày 15 tháng 2, 1945 dưới quyền chỉ huy của Hạm trưởng, Trung tá Hải quân Eugene B. Fluckey, được tiến hành tại khu vực eo biển Đài Loan và biển Hoa Đông và dọc theo bờ biển Trung Quốc. Vào ngày 22-23 tháng 1, con tàu xâm nhập cảng Namkwan đối diện quần đảo Mã Tổ, và phóng ngư lôi nhắm vào khoảng 30 tàu bè đang neo đậu trong cảng, trước khi rút lui ngang qua vùng nước nông đầy dẫy thủy lôi và đá ngầm. Nó được tặng thưởng danh hiệu Đơn vị Tuyên dương Tổng thống do đã hoạt động dũng cảm trong đợt tuần tra này.

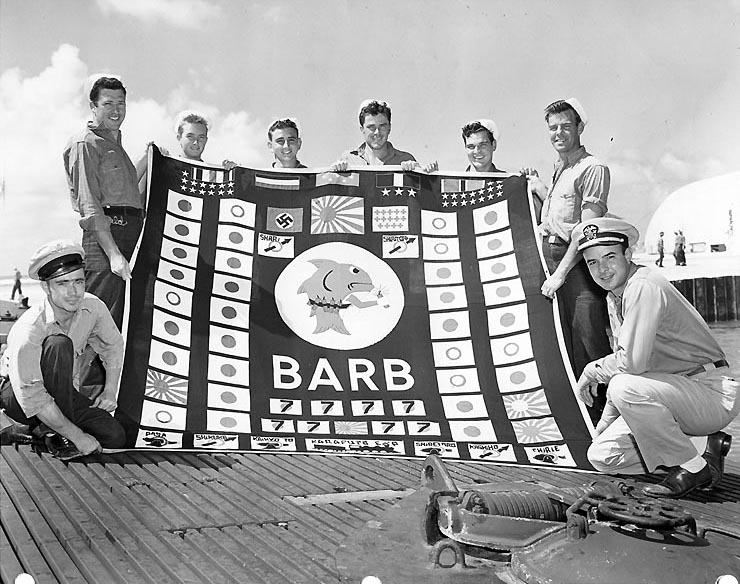
Những thành viên của đội biệt kích của chiếc tàu ngầm chụp ảnh cùng lá cờ chiến trận sau khi kết thúc chuyến tuần tra thứ 12. Trân Châu Cảng, tháng 8 năm 1945.

Sau chuyến tuần tra, Barb quay trở về Hoa Kỳ để được đai tu và cải biến, bao gồm việc trang bị một dàn phóng rocket 5 in (130 mm) theo yêu cầu của Hạm trưởng. Trở lại khu vực Thái Bình Dương, nó thực hiện chuyến tuần tra thứ mười hai, cũng là chuyến cuối cùng, tại vùng biển Okhotsk từ ngày 8 tháng 6. Lần đầu tiên một tàu ngầm Hoa Kỳ đã sử dụng rocket để bắn phá các thị trấn Shari, Hokkaido; Shikuka, Kashiho; và Shiritoru ở Karafuto. Vào ngày 2 tháng 7, nó cũng tấn công thị trấn Kaihyo trên đảo Tyuleny (biển Okhotsk) bằng vũ khí thông thường, phá hủy 60% thị trấn. Trong đêm 22-23 tháng 7, nó cho đổ bộ một đội biệt kích được chọn giữa các thành viên thủy thủ đoàn lên Karafuto, cài chất nổ để phá hủy một đoàn tàu đường sắt.
Quay trở về Hoa Kỳ sau khi chiến tranh kết thúc, Barb được đưa về thành phần dự bị vào ngày 9 tháng 3, 1946, rồi được cho xuất biên chế tại New London, Connecticut vào ngày 12 tháng 2, 1947.

#### 1951 - 1954
Được cho nhập biên chế trở lại vào ngày 3 tháng 12, 1951, Barb hoạt động cùng Hạm đội Đại Tây Dương từ căn cứ Key West, Florida. Con tàu lại được cho xuất biên chế vào ngày 5 tháng 2, 1954 để được nâng cấp theo Chương trình GUPPY IB (Greater Underwater Propulsion Power Program), rồi tái biên chế trở lại vào ngày 3 tháng 8, 1954 và tiếp tục phục vụ cùng Hạm đội Đại Tây Dương cho đến ngày 13 tháng 12, 1954 khi được chuyển giao cho Ý. Tên Barb được cho rút khỏi danh sách Đăng bạ Hải quân vào ngày 28 tháng 4, 1959.

### Enrico Tazzoli (S 511)
Được chuyển cho chính phủ Ý theo Chương trình Viện trợ Quân sự vào ngày 13 tháng 12, 1954, chiếc tàu ngầm tiếp tục phục vụ cùng Hải quân Ý như là chiếc Enrico Tazzoli (S 511), tên được đặt theo Enrico Tazzoli (1812-1852), một tu sĩ và là một nhà yêu nước Ý. Con tàu ngừng hoạt động vào năm 1972 và được bán cho hãng Tattanelli & D'Alesio tại Livorno để tháo dỡ vào ngày 1 tháng 4, 1975.

## Phần thưởng
Barb được tặng thưởng danh hiệu Đơn vị Tuyên dương Tổng thống, danh hiệu Đơn vị Tuyên dương Hải quân cùng tám Ngôi sao Chiến trận do thành tích phục vụ trong Thế Chiến II. Nó được ghi công đã đánh chìm 17 tàu Nhật Bản với tổng tải trọng 96.628 tấn, bao gồm một tàu sân bay, đứng thứ tư về tải trọng và thứ mười ba về số tàu trong số tàu ngầm Hoa Kỳ có thành tích nổi bật nhất trong chiến tranh..
|  |                                                       |  |
|  | Silver star · Bronze star · Bronze star · Bronze star |  |

| Dải băng Hoạt động Tác chiến  | Đơn vị Tuyên Dương Tổng thống                                           | Đơn vị Tuyên dương Hải quân          |
| Huân chương Chiến dịch Hoa Kỳ | Huân chương Chiến dịch Châu Á-Thái Bình Dương với 8 Ngôi sao Chiến trận | Huân chương Chiến thắng Thế Chiến II |